# Бодо Циммерманн
Бодо Циммерманн (нім. Bodo Zimmermann; 26 листопада 1886, Мец — 16 квітня 1963, Бонн) — німецький офіцер, генерал-лейтенант вермахту. Кавалер Німецького хреста в сріблі та золоті.

## Біографія
6 березня 1906 року вступив у Імперську армію. Учасник Першої світової війни. 9 квітня 1920 року вийшов у відставку. У тому ж році заснував військове видавництво Offene Worte в Берліні. 
26 серпня 1939 року переданий в розпорядження вермахту. З 14 грудня 1939 року — начальник оперативного відділу генштабу 1-ї армії, з 25 жовтня 1940 по 10 вересня 1944 року — групи армій «D», одночасно з 14 квітня 1941 року до кінця війни — головнокомандувача на Заході. Наприкінці війни потрапив у полон. В 1947 році звільнений.

## Звання
- Кадет (6 березня 1906)
- Лейтенант (27 січня 1907)
- Оберлейтенант (19 червня 1914)
- Гауптман (24 липня 1917)
- Майор запасу (15 червня 1921)
- Майор до розпорядження (1 жовтня 1940)
- Оберст-лейтенант до розпорядження (1 серпня 1941)
- Оберст до розпорядження (1 грудня 1942)
- Генерал-майор до розпорядження (1 грудня 1944)
- Генерал-лейтенант до розпорядження (10 травня 1945)

## Нагороди
- Залізний хрест 2-го і 1-го класу
- Почесний хрест ветерана війни з мечами
- Застібка до Залізного хреста
  - 2-го класу (5 червня 1940)
  - 1-го класу (30 червня 1940)
- Хрест Воєнних заслуг 2-го і 1-го класу з мечами
- Німецький хрест
  - в сріблі (20 лютого 1943)
  - в золоті (25 вересня 1944)